# Leon Biliński
Léon Biliński né le 15 juin 1846 à Zalichtchyky en Galicie autrichienne (aujourd'hui en Ukraine) et mort le 14 juin 1923 à Vienne (Autriche) est un homme d'État de la monarchie Austro-Hongroise, puis de la nouvelle Pologne.

## Biographie
Il a occupé plusieurs hautes fonctions politiques sous la monarchie des Habsbourg : président des chemins de fer impériaux et royaux (Kaiserlich-königliche österreichische Staatsbahnen) de 1893 à 1895 ; gouverneur de Galicie de 1895 à 1897 ; ministre des finances de l'Autriche-Hongrie de 1895 et 1897, puis de 1909 à 1911 ; administrateur à Vienne de la Bosnie-Herzégovine de 1912 à 1915 ; pendant la Première Guerre mondiale, il fit partie du Comité suprême national instauré en Galicie de tendance pro-autrichienne. Après la guerre, il occupa le poste de ministre des finances de la république de Pologne en 1919.